# Apolinario Mabini
Apolinario Mabini y Maranan (Talaga, 23 luglio 1864 – Manila, 13 maggio 1903) è stato un politico e rivoluzionario filippino.
È stato il 1º Primo ministro delle Filippine, carica che occupò dal 23 gennaio al 7 maggio 1899. Fu inoltre l'autore della costituzione della prima Repubblica delle Filippine.